# Allan Cruz
Allan Cruz, né le 24 février 1996 à Nicoya au Costa Rica, est un footballeur international costaricien. Il évolue au poste de milieu relayeur.

## Biographie

### En club
Il inscrit neuf buts dans le championnat du Costa-Rica avec l'équipe du CS Herediano.
Il remporte avec cette équipe la Ligue de la CONCACAF en 2018, s'imposant en finale face au club hondurien du CD Motagua. Il s'illustre en inscrivant un but lors de la finale aller.
Le 15 novembre 2022, au terme de la saison, le FC Cincinnati annonce que son contrat n'est pas renouvelé.

### En équipe nationale
En 2015, Allan Cruz participe au Festival international espoirs – Tournoi Maurice-Revello avec le Costa Rica qui se déroule en Provence-Alpes-Côte d'Azur. Le Costa Rica termine 8ème du Tournoi de Toulon 2015.
Il joue son premier match en équipe du Costa Rica le 7 septembre 2018, en amical contre la Corée du Sud (défaite 2-0). Il inscrit son premier but le 20 novembre de la même année, en amical contre le Pérou (victoire 2-3).

## Palmarès
CS Herediano
- Vainqueur de la Ligue de la CONCACAF en 2018
- Champion du Costa Rica en 2018 (Tournoi d'ouverture)